# Festina

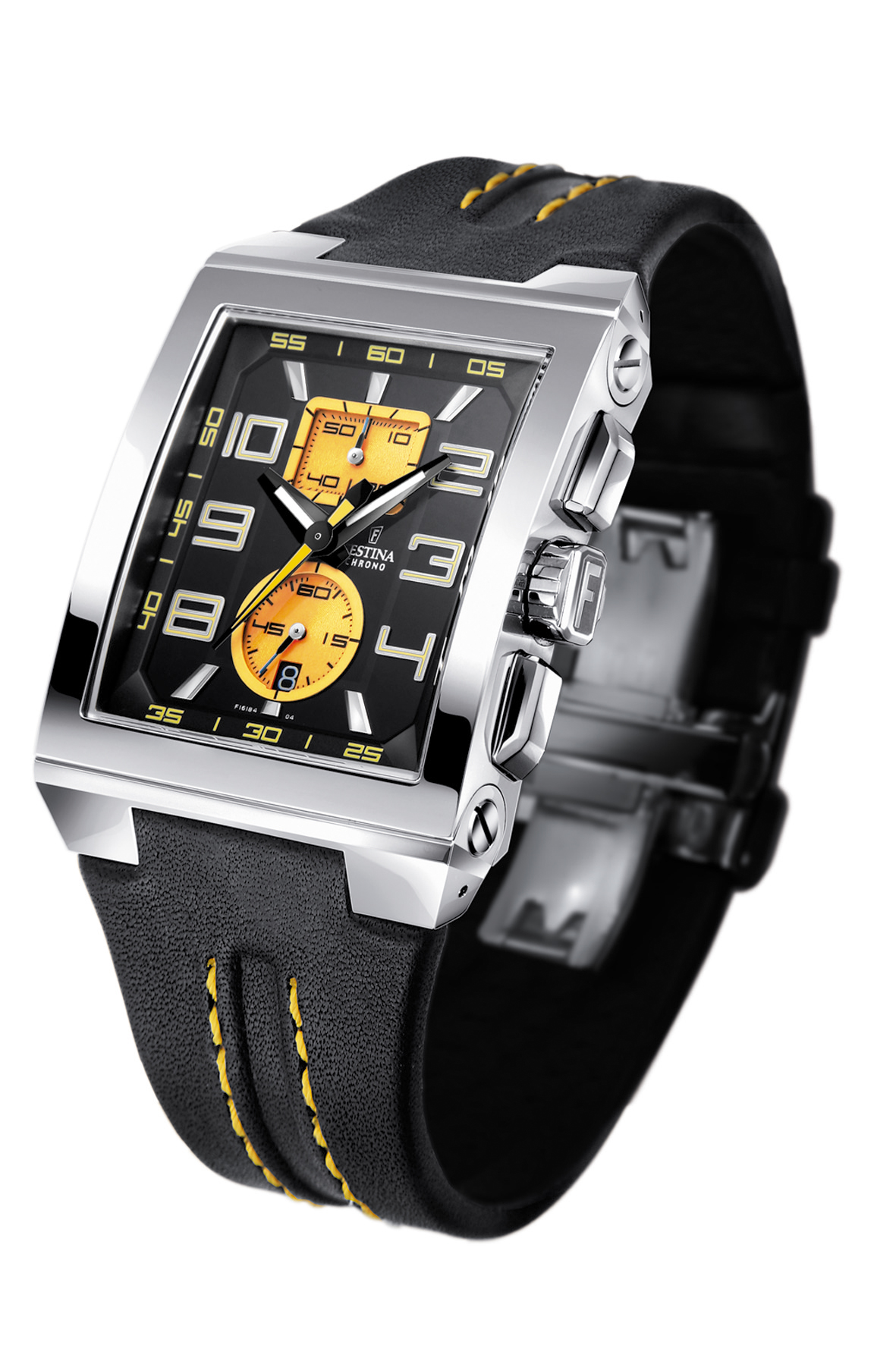
Klockor från Festina.

Festina är en spansk tillverkare av klockor som grundades 1902 i Schweiz. Under andra världskriget etablerades företaget i Barcelona. Det är ett av Europas största armbandsurföretag.